# دنی باکسشال
دنی باکسشال (انگلیسی: Danny Boxshall; ۲ آوریل ۱۹۲۰ – ۵ نوامبر ۲۰۰۹) بازیکن فوتبال اهل بریتانیا بود.
از باشگاه‌هایی که در آن بازی کرده‌است می‌توان به باشگاه فوتبال کویینز پارک رنجرز، باشگاه فوتبال روچدیل، باشگاه فوتبال چلمزفورد سیتی، باشگاه فوتبال بورنموث، و باشگاه فوتبال بریستول سیتی اشاره کرد.